# Christoph von Altendorf
Christoph von Altendorf († um 1540) war ein Vasall der Grafen von Schwarzburg. Er schloss sich als Adliger Anfang Mai 1525 dem christlichen Bund von Thomas Müntzer im deutschen Bauernkrieg an.

## Leben
Christoph stammt aus der alteingesessenen Adelsfamilie von Altendorf aus der Nähe der Stadt Kelbra im Südharz und war Besitzer eines in der Grafschaft Schwarzburg gelegenen Rittergutes. Auf Vermittlung seines Lehnsherrn Graf Günther XL. von Schwarzburg-Blankenburg schloss er sich gemeinsam mit anderen adligen Vasallen, darunter Balthasar von Bendeleben und Curt von Tütchenrode, den aufständischen Bauern um Thomas Müntzer an. Letzterer bestätigte am 4. Mai 1525 vor Duderstadt schriftlich dem Schwarzburger Grafen die Aufnahme Altendorfs in den christlichen Bund.